# Бородавчатые тритоны
Бородавчатые тритоны (лат. Paramesotriton) — род тритонов из семейства настоящих саламандр (лат. Salamandridae) отряда хвостатых земноводных. Выделен в 1935 году из рода восточноазиатских тритонов. По разным классификациям в род включают от 6 до 9 видов.

## Ареал
Дальний Восток и Юго-Восточная Азия.

## Описание
Похожи на восточноазиатских тритонов, обитающих в том же регионе, но обычно крупнее их. Имеют грубую кожу с выдающимся позвоночным хребтом. Часто имеют гребневидные образования и по бокам. Теменные части черепа обычно так же резко возвышаются. Хвост высокий, сдавленный с боков. Один вид имеет значительные отличия от других представителей рода:
- Пятнистохвостый тритон — имеет менее грубую кожу. Имеет череп более узкий и длинный, чем у других видов.

## Виды
13 видов:
- Paramesotriton caudopunctatus (Liu and Hu, 1973) — Пятнистохвостый тритон
- Paramesotriton chinensis (Gray, 1859) — Бородавчатый тритон
- Paramesotriton deloustali (Bourret, 1934) — Северовьетнамский тритон
- Paramesotriton fuzhongensis Wen, 1989
- Paramesotriton guangxiensis (Huang, Tang, and Tang, 1983) — Тёмно-бурый тритон
- Paramesotriton hongkongensis (Myers and Leviton, 1962) — Гонконгский тритон
- Paramesotriton labiatus (Unterstein, 1930)
- Paramesotriton longliensis Li, Tian, Gu, and Xiong, 2008
- Paramesotriton maolanensis Gu, Chen, Tian, Li, and Ran, 2012
- Paramesotriton qixilingensis Yan, Zhao, Jiang, Hou, He, Murphy, and Che, 2014
- Paramesotriton wulingensis Wang, Tian, and Gu, 2013
- Paramesotriton yunwuensis Wu, Jiang, and Hanken, 2010
- Paramesotriton zhijinensis Li, Tian, and Gu, 2008